# Pseudanthias xanthomaculatus
Pseudanthias xanthomaculatus és una espècie de peix de la família dels serrànids i de l'ordre dels perciformes.

## Hàbitat
És un peix marí de clima tropical que viu fins als 200 m de fondària.

## Distribució geogràfica
Es troba a Nova Caledònia.